# Нидерхаген (концентрационный лагерь)
Нидерхаген (нем. Niederhagen) — нацистский концентрационный лагерь. Создан в сентябре 1941 года в Нидерхагене, районе города Бюрен (Северный Рейн-Вестфалия). За годы войны в этот лагерь попали около 3 900 человек, из которых 1 285 человек были убиты или умерли от холода, голода и пыток.

## История
С 1939 года в замке Вевельсбург силами заключённых велись строительные работы, где, по утверждению Гиммлера, после «конечной победы» (нем. Endsieg) будет находиться «центр мира» (нем. Mittelpunkt der Welt). Для содержания узников в 1941 году из внешнего отделения концентрационного лагеря Заксенхаузен был создан лагерь Нидерхаген.
Среди узников были политические заключённые, евреи, свидетели Иеговы, цыгане, гомосексуалы, а также военнопленные из оккупированных стран Европы и СССР. С 1942 года на территории лагеря введён в эксплуатацию крематорий.
Начиная с 1 мая 1943 года лагерь был подчинён концентрационному лагерю Бухенвальд и количество заключённых составляло около 50 человек.
Согласно воспоминаниям бывшего офицера СС Готлиба Бернхардта, в апреле 1945 года Гиммлер приказал уничтожить замок Вевельсбург и убить свидетелей Иеговы, знавших, где находятся произведения искусства, спрятанные в некоторых зданиях. Однако Готлиб Бернхардт нарушил данный приказ и свидетели Иеговы остались живы.
2 апреля 1945 года Нидерхаген был освобождён третьей армией США. Здания лагеря были перестроены под жилые дома и пожарную часть.